# José María Garmendia
José María Garmendia Urdangarín (Legorreta, 1952 - 25 de abril de 2007) fue un político comunista, historiador y catedrático universitario español, reconocido autor de obras sobre la historia contemporánea del País Vasco.

## Biografía
Militante de primera hora de la organización Euskadi Ta Askatasuna (ETA) durante la dictadura franquista, en lo que calificó después como «el nacimiento de un monstruo», formó parte de la VI asamblea de ETA en 1970 y abandonó la organización en 1972 junto con el grupo minoritario encabezado por Roberto Lertxundi que terminaría confluyendo en el Partido Comunista de Euskadi. Miembro de la dirección comunista en el País Vasco, se hizo cargo de la publicación del órgano del partido, Berriak, y llegó a ser miembro de la dirección en el Partido Comunista de España (PCE). Al inicio de la Transición, y tras los malos resultados del PCE en primeras elecciones democráticas de 1977, participó del proyecto de aproximación al grupo de políticos abertzales encabezado por Mario Onaindia en el intento de conformar una nueva fuerza política de izquierda vasca no violenta. Finalmente Garmendia se desengañó del PCE, como muchos otros militantes comunistas vascos, con el acercamiento del mismo a Euskadiko Ezkerra a comienzos de los años 1980. Dedicó entonces plenamente su tiempo a la historia. Ya a finales de los años 1970 había publicado Historia de ETA —obra que ampliaría en los años 2000 con Antonio Elorza como coordinador, en  La historia de ETA—, La resistencia vasca (1982), La Guerra Civil en el País Vasco (1988) y La posguerra en el País Vasco: política, acumulación, miseria (1988), entre otros. En 1997 ganó por oposición la cátedra de Historia Contemporánea en la Universidad del País Vasco, donde trabajó e investigó hasta su fallecimiento.